# Protium rhynchophyllum
Protium rhynchophyllum là một loài thực vật có hoa trong họ Burseraceae. Loài này được (Rusby) D.C. Daly miêu tả khoa học đầu tiên.